# Nothobranchius fuscotaeniatus
Nothobranchius fuscotaeniatus — вид коропозубоподібних риб родини Нотобранхові (Nothobranchiidae). 

## Поширення
Вид є ендеміком  Танзанії, де мешкає у мілких прісних водоймах.

## Опис
Рибка сягає завдовжки до 3,3 см.